# María Turnbull de Rendtorff
María Turnbull de Rendtorff (16 de agosto de 1889 - ?) fue una tenista argentina nacida en Indostán. Desde la inauguración de la primera clasificación oficial de tenistas de Argentina, en 1929, y hasta 1932 inclusive, se mantuvo entre las mejores diez de Argentina.
Ya había parecido, antes de la clasificación oficial, en el listado de mejores jugadoras del periódico Buenos Aires Herald: tercera en 1925 y 1926. Asimismo, se la había considerado en ciertos momentos entre 1923 y 1928 como la mejor tenista del país.
Era hermana de la también tenista Agnes Turnbull de Mackinnon.
Fue cinco veces finalista en individuales del Campeonato del Río de la Plata, pero no pudo ganarlo:
- En 1920 perdió contra Analía Obarrio 11-9 y 7-5.[3]
- En 1922 perdió contra Catalina N. Mackenzie  9-7 y 6-1.[3]
- En 1925 perdió contra Analía Obarrio 6-3 y 6-2.[3]
- En 1926 perdió contra Julieta Ezcurra 6-0 y 6-1.[3]
- En 1927 perdió contra Analía Obarrio 7-5 y 6-2.[3]

En dobles femenino, en cambio, sí pudo obtener el torneo en dos oportunidades.
- En 1923 junto a Julieta Ezcurra derrotaron a Dorothy W. Boadle y Elena D. Drabble 6-4, 5-7 y 6-1.[4]
- En 1925 junto a Lily Moss derrotaron a Celia Escalada y K. de Poeschel 6-0 y 6-4.[4]